# Sociologisk metode
Sociologisk metode er den faglige betegnelse for fremgangsmåden ved sociologiske undersøgelser. I praksis er der tale om et sæt af metoder, der skal sikre, at undersøgelsen ikke er videnskabeligt uredelig. Sociologisk metode beskæftiger sig især med normer for indsamling af data, bearbejdning eller gruppering af data og rapportering af resultaterne. Uanset, hvilken metode, en forsker anvender, stiller fagtraditionen nogle krav til en sociologisk undersøgelses repræsentativitet og gyldighed.

## Indsamling af data
Indsamling af data skal foregå i henhold til nogle normer for ægthed, præcision og pålidelighed. Præcision i indsamlingen af data kaldes med et fagudtryk reliabilitet. Pålideligheden betegnes ved fagudtrykket validitet.

## Registrering af data
Registreringen af data skal ligeledes være præcis og pålidelig. Hvis der foretages en form for måling i forbindelse med lagring af data, er validiteten udtryk for måleinstrumentets pålidelighed.
Hvis undersøgelsen omfatter et spørgeskema, er kravet om præcision knyttet til formuleringen af spørgsmålene, mens validiteten angår, om spørgsmålet er entydigt.

## Analysemetoder
I sociologisk metode skelnes der mellem kvantitative og kvalitative metoder.

### Kvantitative metoder
Kvantitative metoder omfatter systematisk indsamling af data, der udtrykker nogle karakteristiske forhold for den gruppe, som undersøgelsen omfatter, normalt betegnet som populationen, (P). Populationen kan fx udgøre "hele den danske befolkning" eller "alle erhvervsaktive i den danske befolkning". Hvis den undersøgte gruppe er meget stor, kan det være nødvendigt at udtage en stikprøve, (n). Stikprøven skal være repræsentativ, for at undersøgelsen anses for gyldig. Vurderinger af repræsentativitet tager udgangspunkt i normalfordelingen.

### Kvalitative metoder
Kvalitative metoder er kendetegnet ved, at forskeren går i dybden med nogle forhold, der vedrører en mindre deltagerkreds, fx en klasse skoleelever. Observation, enkeltinterviews og gruppeinterviews er blandt de hyppigst anvendte blandt mange. Evaluering har ofte en fremtrædende plads i undersøgelser, hvor kvalitative metoder er i spil. Diskursanalyse bygger ofte på anvendt kvalitativ metode.